# Guy Hove
Guy Hove (Oudenaarde, 3 juli 1957) is een voormalig Belgisch politicus en advocaat.

## Levensloop
Hove studeerde af als licentiaat in de rechten aan de Vrije Universiteit Brussel en als kandidaat in de bestuurswetenschappen aan de Administratieve en Economische Hogeschool in Brussel en is sinds 1982 aan de slag als advocaat.
Tijdens zijn studies was hij van 1981 tot 1982 preses van het Liberaal Vlaams Studentenverbond in Brussel en werd hij actief binnen de jongerenafdeling van de liberale partij PVV, de latere VLD en Open Vld. 
In oktober 1988 werd Guy Hove verkozen tot gemeenteraadslid van Oudenaarde. In de gemeenteraad was hij vanaf 1996 fractieleider voor de VLD. Van 2001 tot 2006 was Hove OCMW-voorzitter van Oudenaarde en daarna was hij van 2007 tot 2018 schepen voor Openbare Werken en Cultuur. Bij de gemeenteraadsverkiezingen van oktober 2018 stelde hij zich niet meer kandidaat.
Bij de federale verkiezingen van juni 1999 werd Hove voor de kieskring Aalst-Oudenaarde verkozen in de Kamer van volksvertegenwoordigers, waar hij tot in juni 2007 bleef zetelen. Na de federale verkiezingen van mei 2003 vertegenwoordigde hij de kieskring Oost-Vlaanderen en zetelde hij ter vervanging van respectievelijk Fientje Moerman (van 2003 tot 2004) en Karel De Gucht (van 2004 tot 2007). Tijdens zijn periode in de Kamer was Hove lid van de commissies Justitie (1999-2003), Handels- en Economisch Recht (1999-2007), Naturalisaties (1999-2003) en Bedrijfsleven (2003-2007). Van 2003 tot 2007 was hij voorzitter van de commissie Naturalisaties en tezelfdertijd zetelde hij in de de parlementaire vergadering van de OVSE.
In 2007 trok Hove zijn kandidatuur bij de federale verkiezingen in juni dat jaar in, omdat hij de zevende plaats op de lijst kreeg toegewezen en omdat hij zich daar niet mee kon verzoenen.
- Library of Congress Control Number: no2018146293
- Nationale Bibliotheek van Israël: 987007417820105171
- Virtual International Authority File: 66154137628015370002
- WorldCat: E39PBJg8F9Kq3kQR9Bhx3CkxDq